# مسیر پروتوپلاستی
مسیر پروتوپلاستی مسیری در ریشه گیاهان است. آب و مواد محلول در آن که از خاک وارد سیتوپلاسم سلول‌های تار کشنده شده‌است، از طریق پلاسمودسم‌ها از سیتوپلاسم یک سلول به سیتوپلاسم سلول کناری وارد می‌شود. به این مسیر، مسیر پروتوپلاستی می‌گویند.